# Autoroute A13 (Autriche)
L'autoroute autrichienne A13 est un axe autoroutier situé entre Innsbruck et le col du Brenner. Elle constitue une portion de la route européenne 45. Elle passe ensuite en territoire italien et devient l'autoroute italienne A22.

Au niveau d'Innsbruck, elle rencontre l'A12 qui traverse le Tyrol d'est en ouest.

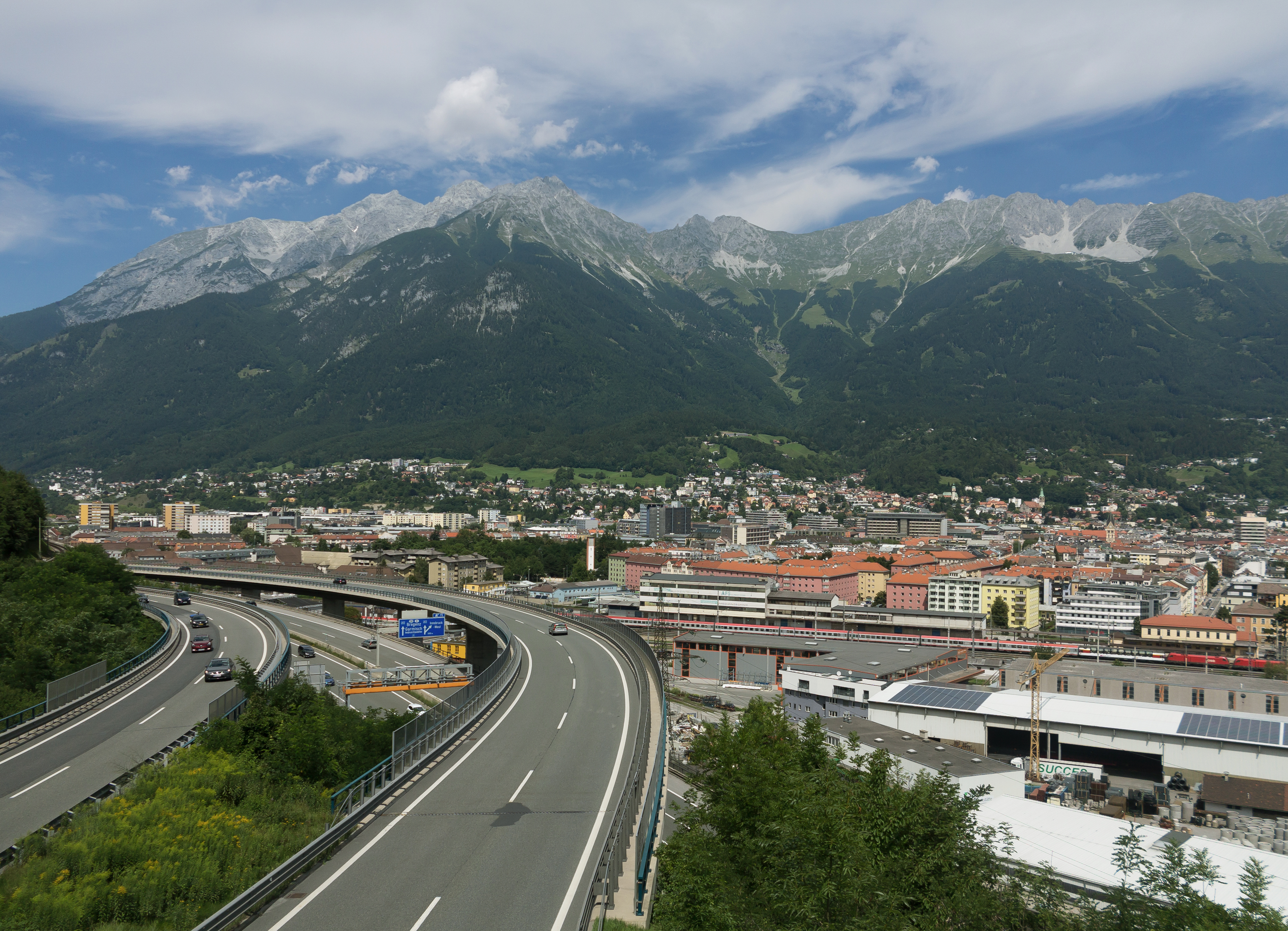
Fin de l'autoroute à Innsbruck.

Il s'agit d'une autoroute à péage. C'est sur son tracé que se trouve l'Europabrücke qui fut en son temps le plus haut pont d'Europe.

## Source
- (it) Cet article est partiellement ou en totalité issu de l’article de Wikipédia en italien intitulé « Brenner Autobahn » (voir la liste des auteurs).